# Ku Klux Klan
De Ku Klux Klan (ook wel Klan of KKK genoemd) is een aantal verschillende geheime blanke organisaties in de Verenigde Staten die vooral door hun racistisch geweld bekend geworden zijn.
Zij legden zich toe op terreur tegen zwarte mensen, andere kleurlingen en strijders voor grondwettelijke rechten, maar waren ook antisemitisch, homofoob, anti-islamitisch, antikatholiek en anticommunistisch en keerden zich tegen nieuwe immigranten. De eerste Ku Klux Klan kreeg grote aanhang in de zuidelijke staten van de VS als blanke reactie tegen de afschaffing van de slavernij aan het eind van de Amerikaanse Burgeroorlog.
De KKK kende perioden van grote activiteit afgewisseld door lange tijdspannen in de marge van de samenleving. De leden (Klansmen en Klanswomen genoemd) zijn bij hun optreden vaak gemaskerd en kleden zich dan in lange witte, rode, zwarte of blauwe gewaden (toga's of habijten met puntmuts).
De Ku Klux Klan speelde in de Amerikaanse geschiedenis een belangrijke rol tijdens de Reconstructie, in het Interbellum en tijdens de segregatiekwestie. Heden ten dage wordt de KKK als organisatie geacht niet meer te bestaan. Wel zijn er tal van regionale extreemrechtse groeperingen die op de oude Klan geënt zijn. De maatschappelijke en politieke invloed van deze splintergroepen is echter verwaarloosbaar.

## Overzicht
De Ku Klux Klan ontstond in 1865 of 1866 in Pulaski (Tennessee) als een lokale club. Volgens de schrijver Wyn Craig Wade begon de organisatie als een grap van zes werkloze soldaten die terugkwamen uit de Amerikaanse Burgeroorlog. Ze verkleedden zich als spoken te paard. Al snel begonnen ze de pas van slavernij bevrijde zwarte bevolking te terroriseren. In grote delen van Tennessee vond hun voorbeeld navolging en werden afdelingen van de KKK opgericht. President Andrew Johnson pardonneerde Zuidelijke leiders van de verslagen voormalige Confederatie vanaf mei 1865 waarna de Zuidelijke staten sterk discriminerende wetten tegen zwarte mensen (Black codes) afkondigden. Hiermee werd de bevrijding van de slaven vrijwel teruggedraaid. Het Amerikaanse Congres verklaarde deze wetten in december 1865 nietig en besloot over te gaan tot Reconstructie (gedwongen hervorming) van de meeste Zuidelijke staten.
Daarop groeide de KKK snel uit tot een geheime organisatie die zich met alle macht verzette tegen deze Reconstructie. De Klan richtte zich indertijd vooral op het bedreigen en intimideren van de 'bevrijde slaven', de zogenaamde Freedmen, opdat deze van hun nieuw verworven rechten af zouden zien. In 1868 verwierf de Klan voor het eerst landelijke bekendheid toen aanhangers een groot aantal – zwarte – Republikeinse kiezers vermoordden in de aanloop naar de verkiezingen. Zowel de nationale Klanleiding als de Zuidelijke elite distantieerden zich van deze lynchpartijen. In 1871 keurde het Amerikaanse Congres de Civil Rights Act (ook wel Ku Klux Klan Act genoemd) goed, waarna president Ulysses S. Grant in enkele gebieden (North Carolina) hard optrad tegen de Klan in het Zuiden. Honderden  Klansmen werden opgepakt, maar door onvoldoende capaciteit werd maar een klein deel veroordeeld. Tegen 1875 was deze eerste Klan dan ook volledig ontbonden. De federale regering van de VS had de bescherming van de burgerrechten van zwarte mensen opgegeven, zodat in de Zuidelijke staten zwarte mensen openlijk konden worden geterroriseerd: er was geen geheime organisatie meer voor nodig. Het zou bijna honderd jaar duren voor zwarte mensen in het Zuiden hun kiesrecht konden uitoefenen. Na Grant had pas president Kennedy weer belangstelling voor de burgerrechten van de zwarte mensen.
De eerste Klan was plaatselijk (maar niet nationaal) heel goed georganiseerd, zo bleek uit Senaatsrapporten tijdens het presidentschap van Grant. Omwille van hun structuur als geheime onzichtbare groep, bestaan er geen gegevens over het ledenaantal. De Klan was echter wel uitermate geliefd in het Zuiden, vooral door zijn reputatie als laatste restant van de Old South.

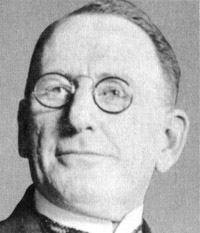
William Joseph Simmons

William Joseph Simmons stichtte de tweede Ku Klux Klan in 1915. Deze Klan had totaal andere doelstellingen dan de oude Klan, maar gebruikte wel exact dezelfde naam en symbolen. De Klan van Simmons groeide sterk in de jaren 1920 en kende op zijn hoogtepunt meer dan 5 miljoen leden verdeeld over alle staten in het Zuiden en het Middenwesten. Deze Klan wilde koste wat het kost de morele hegemonie van het blanke protestantisme behouden en bestreed daarom alle zondaars zoals zwarte mensen, katholieken en joden. Op 4 juli 1923 vond in Malfalfa Park te Kokomo de grootste bijeenkomst ooit plaats van de Ku Klux Klan. Tegen 1928 werd ook deze Klan ontbonden, hoewel vele afdelingen nog lange tijd actief zouden blijven.
In de jaren 1930 en 1940 kozen de nog bestaande Klanafdelingen voor massale steun aan de nazi's in Duitsland en gingen zij een bondgenootschap aan met de German American Bund. Hierdoor verloor de Klan zijn patriottisch karakter en bijgevolg zijn geliefdheid onder de blanke bevolking.
Pas tijdens de segregatiecrisis in de jaren 1960 kende de Klan een laatste geslaagde wederopstanding, maar raakte opnieuw in diskrediet door allerlei bloedige aanslagen en interne schandalen.
Tegenwoordig bestaan er tientallen organisaties – zowel in de VS als daarbuiten – die zich voordoen als de erfgenamen van de Ku Klux Klan en ook hun symbolen overgenomen hebben. Hun totale ledenaantal wordt echter maar op een paar duizend geschat. Het merendeel van deze nieuwe Klansurrogaten bestaat uit overtuigde neonazi's.

## Oorsprong van de symboliek

### Naam
Ku Klux is afgeleid van het Griekse woord kuklos wat kring (hier in de zin van club) betekent. De met enige regelmaat voorkomende schrijfwijze Klu Klux Klan is onjuist en werd niet door de KKK gebruikt. De zes oprichters waren allen van Schotse afkomst, net als de meerderheid van de blanke bewoners van Pulaski waar de KKK begon. Daarom rondden ze de naam van hun club af met clan wat familie en broederband betekent. Om de naam meer kracht en scandeereffect te geven, werd nadien beslist om de beginletters te uniformeren en om het woord op te splitsen in drie delen, telkens van slechts één lettergreep. Noem het Kuklux en niemand wil begrijpen wat het betekent, zei James Crowe, een van de medeoprichters, volgens de auteur Wyn Craig Wade. De opzettelijk griezelige naam deed denken aan het rammelen van botten, vond John Lester, een andere medeoprichter. De club haakte aan bij Schotse folklore over spoken.
Volgens een alternatieve theorie zou de naam Ku Klux Klan een onomatopee zijn van een geweerschot. De ku zou een nabootsing zijn van het aanspannen van de slagpin, klux die van het doorladen van de kogel en klan ten slotte die van het schot zelf. Over de juistheid van deze informatie bestaan twijfels. Het staat namelijk niet vast dat alle Klans van de 20e eeuw enkel de eerste oorsprongstheorie verkondigen.

### Logo
Het kruis, dat vanaf de tweede Klan (tweede tijdperk, zie onder) gevoerd werd, symboliseert de religieuze onderbouw van de organisatie die naar eigen zeggen christelijk is, terwijl de cirkel naar de eeuwige verbondenheid en strijd zou verwijzen. De rode druppel staat dan weer voor het bloed van Jezus Christus, dat zogenaamd vergoten werd om het blanke ras te behoeden voor het Kwade.
De drie gebruikte kleuren hebben elk op hun beurt ook een heraldische betekenis. Wit (argent) staat voor de zuiverheid van het ideaal. Rood (keel) staat voor de bloedband onder de leden alsook voor het bloedvergieten in de strijd. Zwart (sabel) staat voor dapperheid.

### Vlag

De Confederate Navy Jack

De Ku Klux Klan wordt regelmatig geassocieerd met de Confederate Navy Jack, een variant op de door P.G.T. Beauregard ontworpen gevechtsvlag van de Geconfedereerde Staten, de afgescheiden Amerikaanse staten uit het zuiden tijdens de Amerikaanse Burgeroorlog. Nochtans is het gebruik van deze vlag een recent gebruik dat pas na de Tweede Wereldoorlog door de Klan in het leven geroepen werd. Deze vlag was alleen tijdens de burgeroorlog in gebruik en de Klan werd pas nadien gesticht. Ook het verband tussen de Confederatievlag en de slavenhandel is een historische fout. Alle tot slaaf gemaakten werden de Verenigde Staten binnengebracht onder de Unievlag.
De oorspronkelijke Klans hadden echter wel een eigen geel-rode driehoekige vlag ontworpen, de Grand Ensign, waarop een zwarte dracovolans (vliegende draak) afgebeeld stond omringd door de Latijnse spreuk Quod Semper, Quod Ubique, Quod Ab Omnibus (letterlijk: Wat altijd, wat overal, wat door allen, met het verzwegen vervolg: voor waar is gehouden).
Wegens de hoge productiekosten van de Grand Ensign werd ten tijde van de tweede Klan een nieuwe rood-witte rechthoekige vlag ontworpen, de MIOAK of Mystic Insignia Of A Klansman. Deze vlag bevatte onder meer het befaamde Klanlogo, het Blood Drop Cross.
Ten slotte dient nog opgemerkt te worden dat de enige officiële landsvlag ook voor de Klan de Stars and Stripes (de Amerikaanse nationale vlag) was en dat alle andere vlaggen volgens de Klancode nooit boven de landsvlag mochten hangen.

### Gewaden

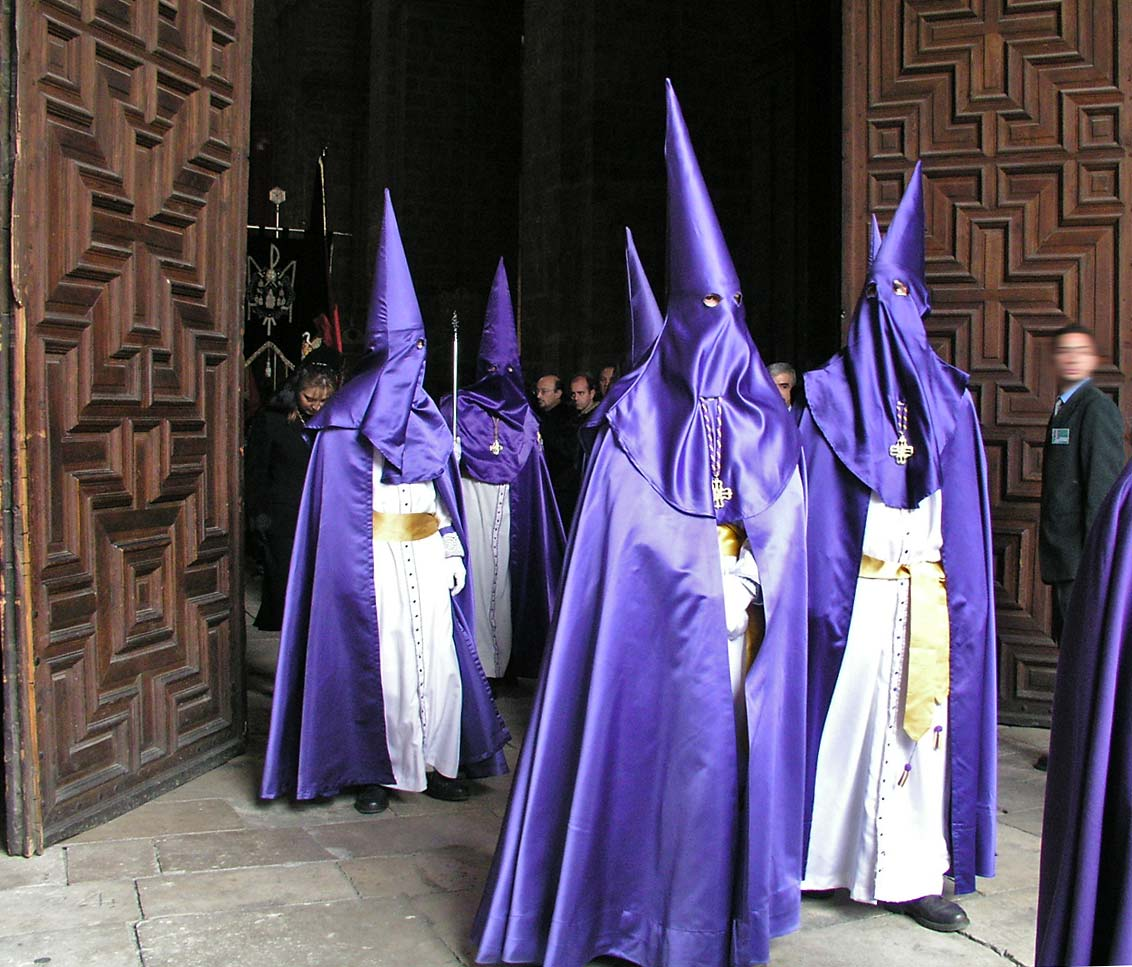
Eeuwenoude capirote, in de Spaanse Semana Santa teken van anonieme boetedoening

De leden van de Ku Klux Klan waren niet de eersten die witte gewaden met puntmutskappen droegen. Deze dracht werd gekopieerd van Spaanse boetelingen, zogenaamde Nazareno's, die tijdens rooms-katholieke processies op die manier gekleed gaan om hun anonimiteit te bewaren. De puntmutsen werden, merkwaardigerwijs, in de Ku Klux Klan ingevoerd door de fel antikatholieke tweede Ku Klux Klan (tweede tijdperk, zie onder). De eerste Ku Klux Klan had geen standaard vermomming.
Bij de Klan hadden de gewaden een dubbele praktische functie. In de eerste plaats kon de identiteit van de leden hierdoor geheim blijven wat strafrechtelijke vervolging of represailles moeilijker of zelfs onmogelijk maakte. Daarnaast gaven de gewaden de leden ook een spookverschijning die de slachtoffers angst moest inboezemen.

### Klangroet
De eerste Ku Klux Klan ontleende de officiële Klangroet aan de keizerlijke groet (het Ave) van de oude Romeinen. De zogeheten Klan Salute wordt vaak abusievelijk als neonazistisch beschouwd; de Klan nam deze groet echter ettelijke decennia vroeger aan dan de NSDAP in Duitsland.
Daarnaast omvat de Klangroet het strekken van de linkerarm (en dus niet de rechterarm zoals bij de nazi's), het lichtjes krullen van de handpalm en het openen van de vingers. Meestal wordt deze groet begeleid door het letterwoord KIGY dat voor Klansman, I Greet You staat.
Tegenwoordig flirten de nog bestaande Klanafdelingen steeds meer met het neonazisme en wordt de Hitlergroet vaker gebruikt dan het traditionele Klansaluut.

### Brandend kruis
De Klan wordt ook steeds geassocieerd met brandende kruisen, het zogenaamde Fiery Cross (ook wel gewoonweg Burning Cross genoemd). Dit gebruik is echter pas ontstaan bij de heroprichting van de Klan omstreeks 1915 en was voorheen dus onbekend. Het kruis verwijst opnieuw naar de wortels die de Klan naar eigen zeggen heeft in het christendom en werd gebruikt voor een velerlei aan redenen. In het Interbellum diende het Fiery Cross hoofdzakelijk als herkenningspunt voor rekrutering alsook voor het 'opvrolijken' van hun rally's. Na de Tweede Wereldoorlog werd het brandende kruis een hulpmiddel om de slachtoffers angst aan te jagen en te terroriseren.

## Organisatie

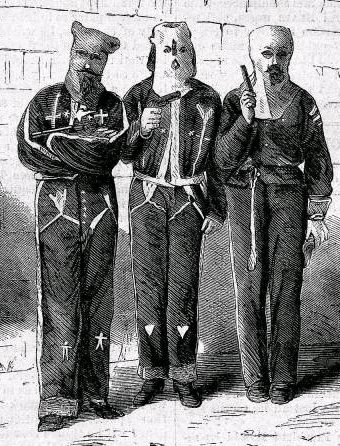
Drie Klansmen uit Mississippi in 1871

### Hiërarchie
De Ku Klux Klan werd beschouwd als een volwaardig Onzichtbaar Rijk (de Invisible Empire) met een eigen geografische indeling (die veelal parallel liep met de bestaande staatkundige grenzen) en eigen leidinggevende organen. Door de eigenzinnigheid van de lokale afdelingen en het gebrek aan centrale controle, was er van deze hiërarchie in de praktijk weinig te merken.
Het Empire is onderverdeeld in Realms, Dominions, Provinces en Dens:
- Empire – geleid door een Grand Wizard of the Empire, bijgestaan door tien Genii
- Realm – geleid door een Grand Dragon of the Realm, bijgestaan door acht Hydra's
- Dominion – geleid door een Grand Titan of the Dominion, bijgestaan door zes Furies
- Province – geleid door een Grand Giant of the Province, bijgestaan door vier Goblins
- Den – geleid door een Grand Cyclops of the Den, bijgestaan door twee Night Hawks

Elk leidingsniveau werd tevens bijgestaan door een Grand Monk (verantwoordelijk voor liturgie), een Grand Scribe (secretaris), een Grand Exchequer (penningmeester) en drie andere personen met niet nader omschreven taken, namelijk de Grand Magi, de Grand Turk en de Grand Sentinel. De term Ghouls (letterlijk: lijkeneters) werd zowel gebruikt om een individueel Klansman alsook om een volledig leidingsniveau van de Klan aan te duiden.
In de tweede helft van de 20e eeuw onderging de Klan een reeks moderniseringen waarbij deze traditionele namen soms gewijzigd werden. De titel Grand Wizard werd bijvoorbeeld vervangen door National Director. De KKK kende in dezelfde periode tevens een wildgroei van nieuwe titels en nieuwe symbolen. Ook de naam Knights of the Ku Klux Klan verving steeds meer de term Klansmen.
Heden ten dage heeft de Klan ook chapters, clarons en klaverns buiten de Amerikaanse grenzen, meer bepaald in Engeland, Schotland, Duitsland, Canada, Oekraïne en Zuid-Afrika. Over de omvang en de activiteiten van deze groeperingen is echter weinig bekend.

### Lidmaatschap
Volgens de in 1868 opgestelde grondwet van de KKK, de Organizational Principles of the Order of the Ku Klux Klan, was lidmaatschap enkel open voor personen die aan de volgende tien voorwaarden voldeden. Uitzonderingen hierop waren echter wel mogelijk en waren eerder regel dan uitzondering.
1. men mag slechts eenmaal de aanvraag tot lidmaatschap indienen. Niemand krijgt een tweede toetredingskans
2. men mag geen lid zijn van de Radical Republican Party, de Loyal League of de Grand Army of the Republic
3. men moet bereid zijn de politieke principes van deze drie organisaties te bestrijden met alle mogelijke middelen
4. men mag nooit deelgenomen hebben aan militaire acties tegen de Zuidelijke Confederatie in de Amerikaanse Burgeroorlog
5. men moet bereid zijn de sociale of politieke gelijkheid van zwarte mensen (negro equality) te verwerpen
6. men moet voorstander zijn van een blank bestuur (white government) in de Verenigde Staten
7. men moet voorstander zijn van de grondwettelijke vrijheden van de Verenigde Staten
8. men moet voorstander zijn van het behoud van de grondwettelijke rechten van de Zuidelijke Confederatie
9. men moet voorstander zijn van de emancipatie van de blanke bevolking in het Zuiden en van de herinstelling van al hun eigendomsrechtelijke, burgerlijke en politieke rechten
10. men moet het onvervreemdbare recht van zelfbehoud erkennen tegen de uitoefening van willekeurige en ongeoorloofde macht

De overtreding van deze voorwaarden en het niet respecteren van de absolute zwijgplicht en geheimhouding werden met de dood bestraft.
De Ku Klux Klan werd bekend als een blanke beweging die zich christelijk noemde en hoofdzakelijk zwarte mensen bestreed en doodde. Nochtans was de Klan ook toegankelijk voor niet-blanke leden alsook voor niet-christenen. Honderden (sommige historici maken zelfs gewag van duizenden) zwarte mensen waren onder dwang ook Klanleden en werden ingezet als spionnen in Afro-Amerikaanse kringen. Over het aantal andersgelovigen bij de Klan zijn geen gegevens beschikbaar. Men acht hun aantal uitermate laag of zelfs onbestaand.
De Klan stond tevens bekend als een mannenbastion. Er waren in de latere Klan echter ook Klanswomen actief, zowel binnen gemengde Klanafdelingen als binnen pure vrouwenafdelingen.
De Ku Klux Klan kende tevens twee jeugdbewegingen, namelijk de Junior Klan en de Tri-K-Klub. Over hun werking is weinig tot niets bekend. Algemeen wordt aangenomen dat ze hoofdzakelijk dienden als kinderopvang tijdens Klanbijeenkomsten.
In de 20e eeuw werden de toetredingsvoorwaarden ettelijke malen gewijzigd, temeer daar de accenten van de nieuwe Klans erg verschilden met die van hun voorgangers. Heden ten dage zou het bijvoorbeeld ondenkbaar zijn om lid te worden van de Klan als niet-blanke of als niet-christen.

### De graden van de Ku Klux Klan
De tweede Klan riep een gradatie onder zijn leden in het leven volgens de mate waarin de Klansman of Klanswoman in kwestie bijdroeg tot de Ku Klux Klan. Bij de mannen konden we vier graden (Klan Degrees of K-Degrees) onderscheiden. Bij de vrouwen slechts drie. Deze graden hadden niets te maken met de organisatorische functie van de Klanleden. Een Grand Dragon moest bijvoorbeeld niet per se iemand van de vierde graad zijn. Wel bestond er een verschil in klederdracht tussen de verschillende K-graden alsook een verschil in aanzien. Het beste kan men de K-graden ergens vergelijken met de huidige dan-graden in de judosport.
Bij de mannelijke leden van de Klan onderscheiden we:
- K-Uno ofwel de Probationary Order of Citizenship. Deze Klansmen droegen de traditionele onversierde witte tunieken.
- K-Duo ofwel de Knights Kamellia, Primary Order of Knighthood. Deze Klansmen hadden op hun toga een gestileerde Cameliabloem en mochten een sierzwaard dragen.
- K-Trio ofwel de Knights of the Great Forest, Order of American Chivalry. Deze Klansmen mochten niet langer hun gezicht bedekt houden en moesten fungeren als medewerkers in politie-onderzoeken tegen de Klan.
- K-Quad ofwel de Knights of the Midnight Mystery, Superior Order of Knighthood and Spiritual Philosophies. Deze Klansmen waren na het afleggen van een eed van trouw vrijgesteld van alle Klanverplichtingen (zoals het dragen van bepaalde kledij) en konden nooit uit de Klan gezet worden.

Bij de vrouwelijke leden van de Klan waren de verschillen in klederdracht miniem. Bij hen onderscheiden we:
- K-Uno ofwel de Ordinary Klanswoman.
- K-Duo ofwel de Kriterion Konservator.
- K-Trio ofwel de Triumphant Kontender.

Deze K-graden bestonden niet ten tijde van de eerste Klan en ook na de Tweede Wereldoorlog viel dit Klangebruik in onbruik. Wel zien we bij de latere Klans een wildgroei van andere graden en titels.

### De tien tijdperken
De Ku Klux Klan verdeelt zijn eigen geschiedenis in de Ten Eras, de tien tijdperken, gekoppeld aan steeds een nationale leider. Deze tijdperken volgen elkaar niet op maar worden afgewisseld met perioden waarin de Klan nauwelijks operationeel was of waarin de Klan geen enkel centraal gezag had over de actieve lokale afdelingen.
| Tijdperk         | Periode   | Persoon                | Functie                    | Omschrijving    |
| ---------------- | --------- | ---------------------- | -------------------------- | --------------- |
| Eerste tijdperk  | 1865-1875 | Nathan Bedford Forrest | Grand Wizard of the Empire | De eerste Klan  |
| Tweede tijdperk  | 1915-1925 | William Joseph Simmons | Imperial Wizard            | De tweede Klan  |
| Derde tijdperk   | 1925-1935 | Samuel Green           | Imperial Wizard            | De tweede Klan  |
| Vierde tijdperk  | 1935-1945 | Hiram Wesley Evans     | Imperial Wizard            | De tweede Klan  |
| Vijfde tijdperk  | 1974-1978 | David Duke             | National Director          | De latere Klan  |
| Zesde tijdperk   | 1978-1982 | Don Black              | National Director          | De latere Klan  |
| Zevende tijdperk | 1982-1984 | Stanley McKellum       | National Director          | De latere Klan  |
| Achtste tijdperk | 1984-1989 | Thomas Robb            | Imperial Wizard            | De latere Klan  |
| Negende tijdperk | 1989-1990 | Johnny Lee Clary       | Imperial Wizard            | De latere Klan  |
| Tiende tijdperk  | 1996-     | Ronald Edwards         | Imperial Wizard            | De Klan vandaag |

De jaren van de Tweede Wereldoorlog beschouwt men als onderdeel van de Evans Era hoewel James Colescott in deze periode de scepter zwaaide over het merendeel van de indertijd nog actieve Klanafdelingen.
Volgens sommige bronnen vallen er maar zes tijdperken (Six Eras) te onderscheiden in de geschiedenis van de Ku Klux Klan. Soms beschouwt men de jaren onder Don Black, Stanley McKellum, Thomas Robb en Johnny Lee Clary om vele redenen niet als tijdperken maar louter als tussenperioden of als onderdelen van de Duke Era.

## De eerste Klan

### Voorlopers
Voor de oprichting van de Ku Klux Klan bestonden er in de VS al andere geheime organisaties met gebruiken die de KKK later deels zou overnemen. Voorbeelden hiervan zijn:
- de Order of the Star Spangled Banner. Deze werd in 1854 te Boston opgericht en keerde zich tegen recente immigranten en katholieken. Zij ontwikkelde zich tot de politieke partij van de Know-Nothings of American Party. Geheime codes en handgebaren, bijvoorbeeld om zich te identificeren als lid (met duim en wijsvinger beetpakken van jaslapel) werden overgenomen door de KKK. Ook de Order gebruikte intimidatie enzovoorts om verkiezingen te beïnvloeden
- de Knights of the Golden Circle, gesticht in 1856. Deze stelden zich ten doel delen van Mexico en Zuid-Amerika te veroveren om nieuwe slavenstaten te vormen. In het Amerikaanse Congres zouden deze nieuwe staten het machtsevenwicht van het Amerikaanse Zuiden met de Noordelijke staten moeten bewaren. De militaire organisatie – met afdelingen in alle zuidelijke staten plus Californië – en de pro-slavernij-doelen hadden deze Knights gemeen met de latere Klan
- de Regulators en de patterollers, ongeregelde bendes blanken die zwarte mensen intimideerden na afschaffing van de slavernij
- blanke bendes die tijdens de slavernij joegen op ontsnapte slaven

### Oprichting

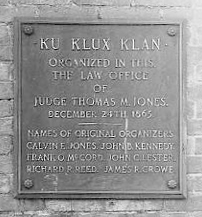
Muurplaat in Pulaski

De originele Ku Klux Klan (de first Klan of old Klan) werd opgericht tussen Kerstmis 1865 en juni 1866 door zes veteranen uit het Geconfedereerde Leger in het kabinet van rechter Thomas M. Jones in Pulaski, ook wel de Jolly Six genoemd. Dit 'leuke zestal' bestond uit John C. Lester, John B. Kennedy, Frank O. McCord, Calvin E. Jones, Richard R. Reed en James R. Crowe (de eerste Klanleider, Nathan Bedford Forrest, trad pas later toe). Het oorspronkelijke doel van deze Order of the Ku Klux Klan was de oprichting van een nieuwe sociale club gebaseerd op humor, folklore en politiek.
In 1866 en 1867 werden er in het hele Zuiden lokale afdelingen opgericht die zich gewelddadig keerden tegen zwarte mensen en carpetbaggers (goed opgeleide middenklasse, afkomstig uit de Noordelijke staten, die om economische motieven of als hervormers naar de zuidelijke staten waren afgereisd). Zwarte gebedsdiensten werden verstoord door gemaskerde Klansmen. Zwarte huizen werden door de Klan geplunderd en in brand gestoken. 's Nachts ondernam de Klan tevens strooptochten naar wapens en bedreigde het de zwarte voormalige slaven in de hoop hen zo het genot van hun nieuw verworven rechten te ontnemen. De door de Klan aangewende tactieken waren afkomstig van de al bestaande vigilantes (blanke gewapende groepen die in het Zuiden gebruik maakten van het door de oorlog veroorzaakte machtsvacuüm). Vele blanken werden ook gedwongen lid te worden van de KKK.

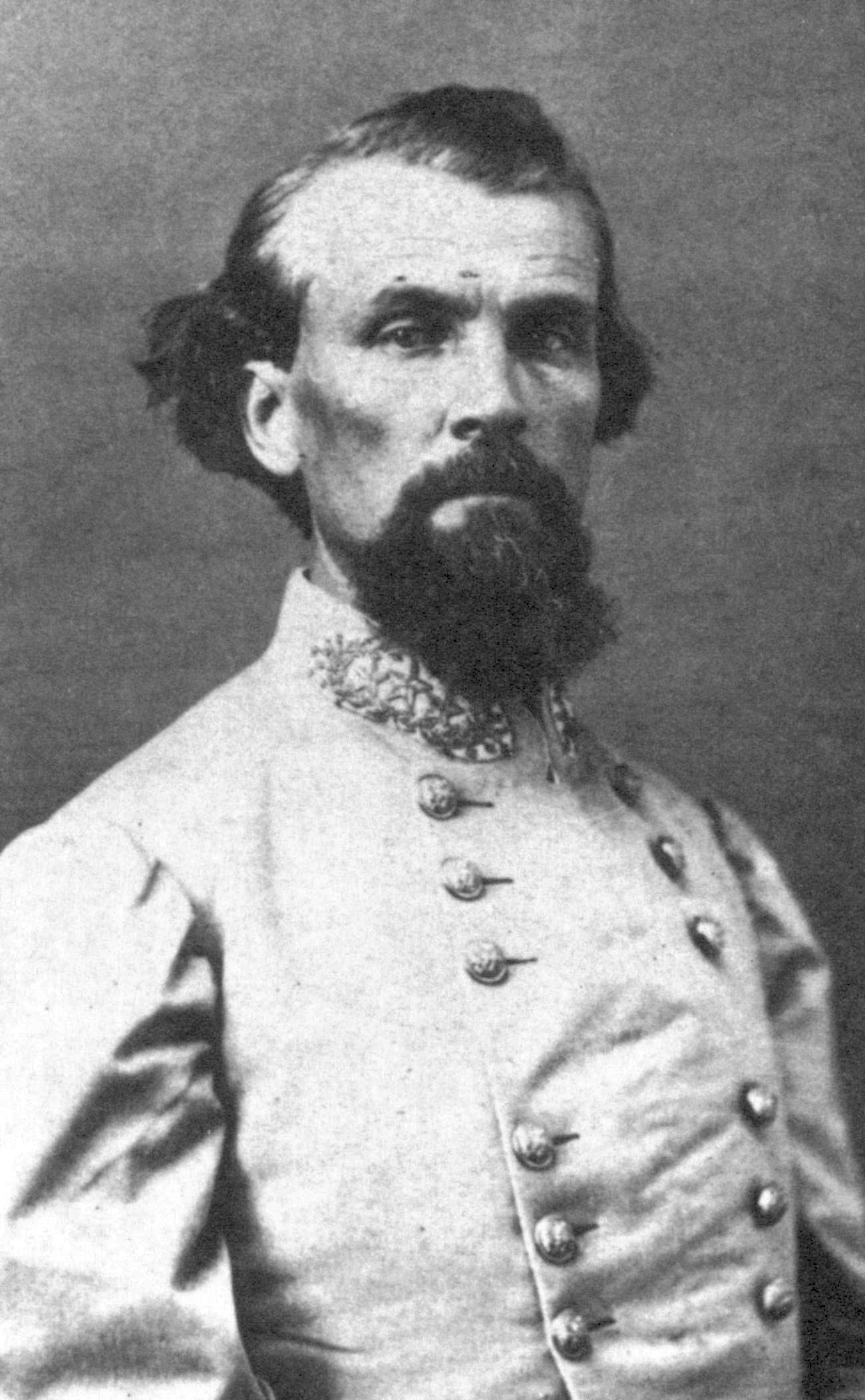
Nathan Bedford Forrest

In 1867 hield de Ku Klux Klan zijn eerste conventie in Nashville waar de Klan als 'nationale organisatie' opgericht werd onder leiding van de briljante generaal en charismatische held uit de burgeroorlog – en voormalig slavenhandelaar – Nathan Bedford Forrest. Hij was ook berucht vanwege de executie van zwarte krijgsgevangenen in de Amerikaanse Burgeroorlog, een oorlogsmisdaad. Er werd tevens een deontologische code opgesteld voor elke Klansman. Dit Prescript was van de hand van George Gordon en omvatte naast een uitvoerige beschrijving van de organisatie en geheime codes een eed van geheimhouding voor nieuwe leden.
In latere versies kwamen de volgende doelen voor:
1. het verdedigen van de zwakken, de onschuldigen en de weerlozen tegen de smaad, het onrecht en de schanddaden van de wetteloze, de geweldenaar en de bruut, om de gewonden en de onderdrukten te ondersteunen, de slachtoffers en ongelukkigen te helpen, maar vooral om de weduwen en wezen van de Geconfedereerde soldaten op te vangen.
2. het verdedigen en beschermen van de Grondwet van de Verenigde Staten.
3. het helpen uitvoeren van alle grondwettelijke beslissingen en het beschermen van het volk tegen onwettige inbeslagnames, tegen elke vorm van proces dat niet gevoerd wordt door zijn gelijken volgens de wetten van het land.

Het is duidelijk dat deze regels voor de buitenwereld bedoeld waren. De Klan wilde zwarte mensen zeker niet beschermen en zich ook niet houden aan de Amerikaanse constitutie en amendementen over de gelijke rechten.
Latere versies van de Prescript bevatten ook een lijst van tien politieke vragen over onder meer rechten van Zuidelijke staten. Elk aspirant-lid moest voor toelating een bevredigend antwoord geven op alle tien deze vragen.

### Activiteiten
De Klan stelde het zichzelf tot doel om de politieke en sociale status van de Freedmen (de na de burgeroorlog bevrijde slaven) te beknotten. In feite werd de verloren burgeroorlog met andere middelen voortgezet, schreven tijdgenoten en auteur Wyn Crage Wade. In de praktijk kwam dit neer op het verstoren van zwart onderwijs, het tegengaan van zwarte economische vooruitgang, het bestrijden van het vrij zwart wapenbezit en het beletten van zwarte deelname aan verkiezingen, zodat de Democratische partij in het Zuiden weer aan de macht kon komen. Voor de burgeroorlog was het in het Zuiden verboden geweest zwarte mensen lezen en schrijven te leren, dus vooral scholen en onderwijzers waren gehaat bij de KKK. De Ku Klux Klan voerde niet uitsluitend operaties uit tegen zwarte mensen maar ook tegen de – in hun ogen – witte zwarten, de scalawags (blanke autochtone bevolking van de zuidelijke staten die Republikein waren) en de carpetbaggers (ambtenaren, onderwijzers enzovoorts, in de praktijk iedere Noorderling die het racisme van de KKK niet deelde).

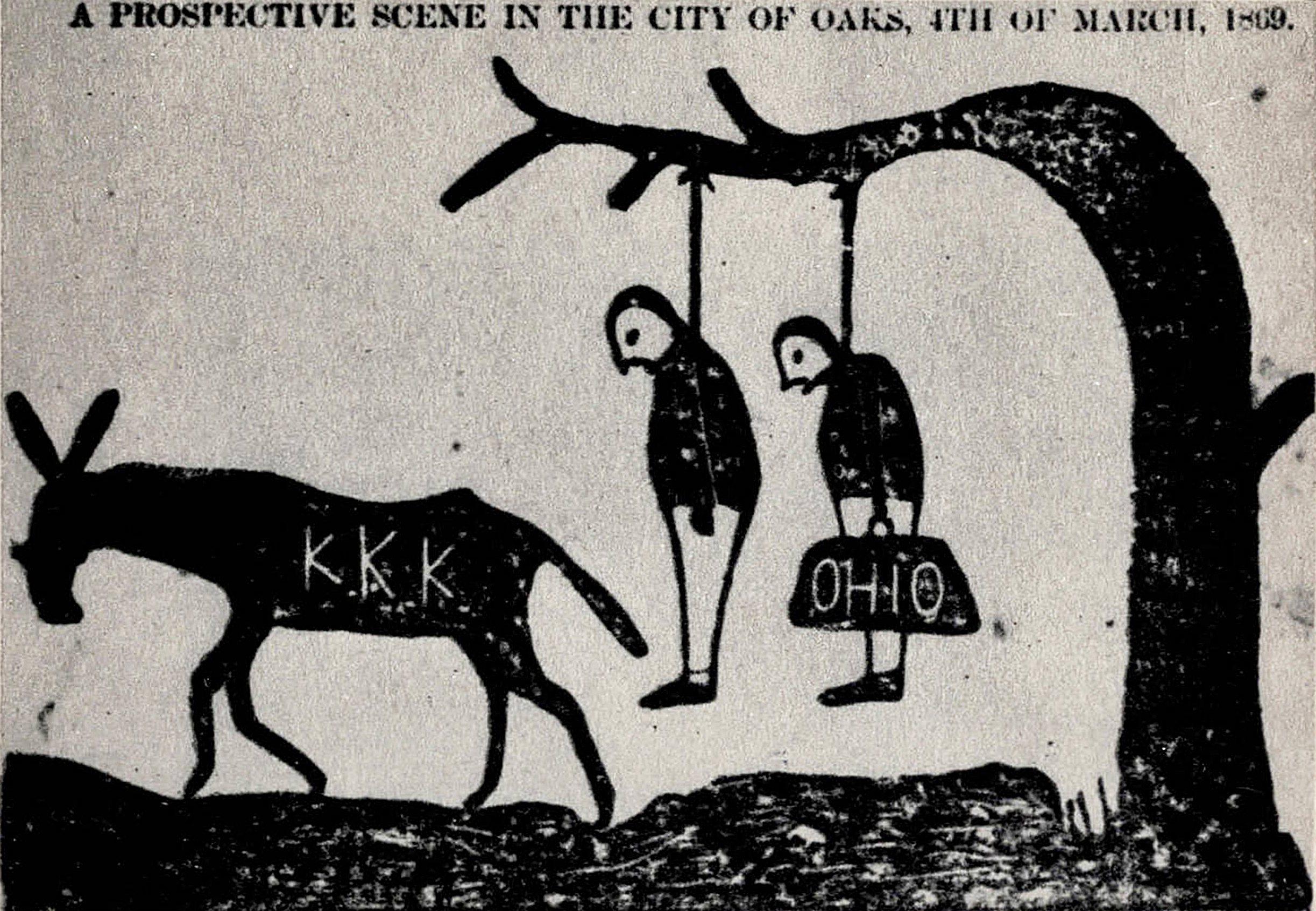
Klancartoon. Bedreiging met ophanging voor carpetbaggers uit Ohio

De Klan hanteerde beproefde intimidatietactieken maar had niet overal hetzelfde succes. De meest 'succesvolle' Klanactie vond plaats in 1868 toen de verkiezingen overschaduwd werden door een golf van moorden op honderden zwarte politici en zwarte kiezers. Meer dan 7000 personen zouden bij deze Klanacties om het leven gekomen zijn. De Union Leagues, lokale afdelingen van Republikeinse partij, organiseerden nadien burgerwachten ter bescherming van hun politici en kiezers.
Sommige zwarte inwoners van het Zuiden hadden na hun bevrijding of vlucht meegevochten met het Union Army aan de kant van het Noorden en waren bijgevolg geschoold in oorlogvoering. Deze veteranen waren daarenboven bewapend. De Klan hield zich aanvankelijk bezig met wederrechtelijke inbeslagname van deze oorlogswapens om zelfverdediging van de zwarte mensen in de kiem te kunnen smoren. De Klan bleef zichzelf echter profileren als een vredelievende organisatie met respect voor de grondwettelijke rechten en vrijheden in de hoop aan gerechtelijke vervolging te ontkomen, aanvankelijk met succes.
De Ku Klux Klan kreeg veel kritiek te verwerken vanwege brutale roofmoorden die uitgevoerd werden door in witte gewaden gehulde misdadigers. De Klan ontkende elke betrokkenheid en beschuldigde ordinaire criminelen die zich als Klansmen vermomd zouden hebben. Tegenstanders zagen hier echter een handig middeltje in van de Klan om zijn handen in onschuld te wassen.
In de jaren 1870 begon de geheime activiteit van de Klan af te nemen. De Klan wilde koste wat het kost een gerechtelijke vervolging vermijden en nam – officieel tenminste – minder radicale ideeën aan. Ook zagen steeds meer en meer prominente Zuidelijke politici het voortbestaan van de Klan als schadelijk voor de toekomst van het Zuiden dat hierdoor langer bezet bleef door troepen uit het Noorden. Na 1875 interesseerden federale regeringen zich niet meer voor de burgerrechten van zwarte mensen in het Zuiden, zodat hun rechten openlijk konden worden afgenomen en uiteindelijk zelfs wettelijk ontzegd in de Jim Crow-wetten van de Zuidelijke staten. Een geheime organisatie was niet meer nodig.
In 1868 vertelde Nathan Bedford Forrest in een interview dat de Ku Klux Klan meer dan 550.000 leden had en nog eens meer dan 3 miljoen sympathisanten. Hij vertelde ook dat de Klan te allen tijde in staat zou zijn om 40.000 tot 60.000 mannen te mobiliseren in vijf dagen tijd.

### Ondergang
De nationale clanorganisatie van Nathan Bedford Forrest had in de praktijk weinig tot geen controle over alle lokale Klanafdelingen die bijgevolg over een grote autonomie beschikten. Een anoniem lid van een lokaal clanbestuur beschreef deze problematiek in een brief aan Forrest. I having not the least authority over the reckless young country boys who were most active in 'night-riding', whipping, etc., all of which was outside of the intent and constitution of the Klan. Forrest had dan ook in 1869 geen enkele andere keuze meer dan de ganse Ku Klux Klan op nationaal niveau te ontbinden. Als reden hiervoor gaf hij de evolutie binnen de clan die was being perverted from its original honorable and patriotic purposes, becoming injurious instead of subservient to the public peace. Het gebrek aan centraal gezag ondergroef de werking van de clan maar ook nu speelde dit opnieuw mee. De ontbinding van de clan door Forrest was een formele kwestie. In de Zuidelijke staten maakte dit niets uit voor de grote activiteit van de vele lokale ex-Klanafdelingen, schrijft Wyn Craig Wade.

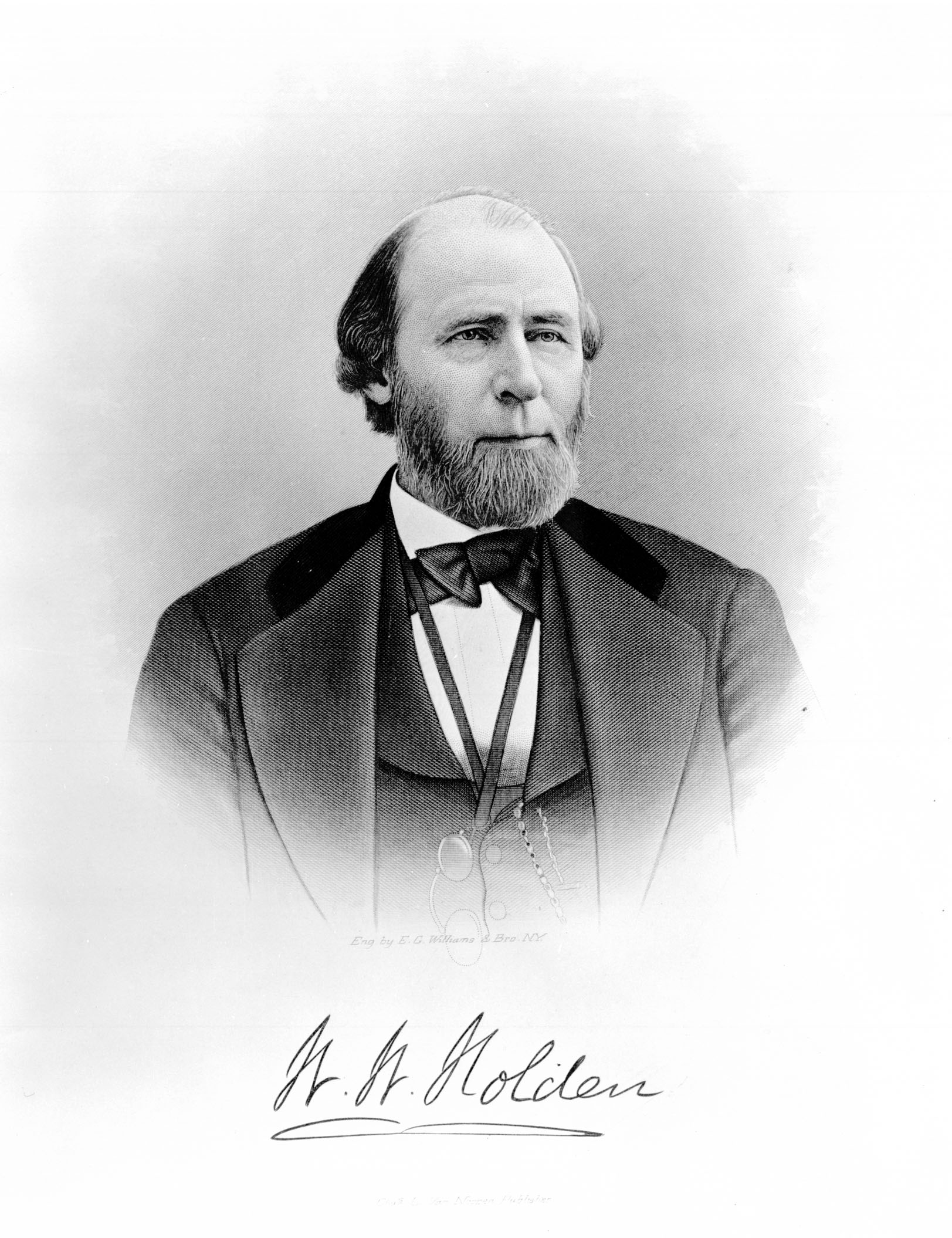
William Woods Holden, gouverneur van North Carolina

Hoewel de Ku Klux Klan vaker en vaker gebruikt werd als dekmantel voor misdaden zoals rooftochten, overvallen, verkrachtingen, moorden en diefstallen, bleef de clan ongenaakbaar. Zelden werden door de overheid maatregelen genomen tegen de Klan. In processen na lynchpartijen van zwarte mensen werden de verdachte Klansmen nagenoeg altijd door blanke juryleden vrijgesproken. Vele lokale overheden stemden in met de acties van de KKK. Enkel de Republikeinse gouverneur van North Carolina, William Woods Holden, durfde ooit staatstroepen in te zetten tegen de Klan. Dit gebeurde in 1870 en leidde tot een afstraffing van Holden in de volgende gouverneursverkiezingen.
In het Noorden werd het bestaan van een geheime organisatie zoals de Ku Klux Klan zelfs afgedaan als onmogelijk en overdreven. Vele Democraten deden de Klanverhalen af als uitvindingen door bange nerveuze Republikeinse gouverneurs uit het Zuiden.

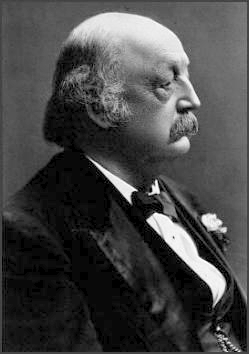
Congreslid Benjamin F. Butler, schrijver van de Klan Act

In januari 1871 werd een Senaatscommissie opgericht onder leiding van de Republikein John Scott uit Pennsylvania om de Ku Klux Klan Case grondig te onderzoeken. Er werden 52 ooggetuigen van de door de Klan bedreven gruweldaden gehoord. Het lijvige commissierapport werd door voormalig Uniegeneraal Benjamin Franklin Butler (congreslid voor Massachusetts) omgezet in een nieuw wetsvoorstel, de Civil Rights Act of 1871, dat in februari al door het Congres goedgekeurd werd, ondanks de felle tegenkanting van de Zuidelijke Congresleden. De finale goedkeuring werd in de hand gewerkt door twee schokkende Klanacties, namelijk de bloedige rassenrellen in South Carolina en de moord op een zwart parlementslid in Mississippi.
In 1871 ondertekende president Ulysses S. Grant de Civil Rights Act of 1871 die de geschiedenis in zou gaan als de Klan Act. Deze wet was een aanvulling op de talrijke anti-Klanwetten die al op staatsniveau goedgekeurd waren, alsook op de in 1870 gestemde Force Act. Het belangrijkste gevolg van deze wet was dat alle anti-Klanacties voortaan uitgevoerd konden worden door federale soldaten – de staatstroepen waren vaak pro-Klan en bijgevolg onnuttig. Verder vielen alle Klanprocessen voortaan onder de jurisdictie van de federale rechtbanken, waar de jury's procentueel uit meer zwarte mensen bestonden en waar de blanken minder sympathie voor de Klan hadden. Honderden Klansmen werden beboet of opgesloten tussen 1871 en 1874 in de overheidsacties van procureur Amos Tappan Ackerman.
Tegen 1874 was de actiefste clanafdeling – die van South Carolina – volledig opgerold. Alle andere afdelingen ondergingen nadien hetzelfde lot, hoewel gelijkaardige acties bleven plaatsvinden. De clan mocht dan wel dood en begraven zijn, zij werd overbodig. De zwarte mensen verloren in de Zuidelijke staten hun politieke rechten onder druk van het gewijzigde politieke klimaat, waarin de oude racistische elite van voor de Burgeroorlog de macht herkreeg.
In 1882 oordeelde het Amerikaanse Hooggerechtshof in de zaak United States versus Harris dat de Klan Act gedeeltelijk ongrondwettelijk was. Het Congres had volgens het 14de amendement – dat oorspronkelijk juist bedoeld was om onder meer racisme te voorkomen – geen bevoegdheid in private samenzweringen op staatsniveau. Toen dit vonnis gepubliceerd werd, was de clan echter al jaren verdwenen.

## De tweede Klan

### Achtergrond van de oprichting
De Ku Klux Klan organisatie werd heropgericht in 1915. Een film en boeken over de KKK vormden de inspiratie. Een lynchpartij bracht de KKK veel medestanders. Historici beschouwen de oprichting van de tweede Klan als een eerste gevolg van de impact van de moderne massamedia zoals kranten, boeken en films.

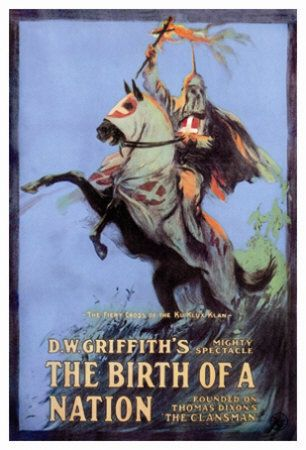
The Birth of a Nation

#### The Birth of a Nation
In 1915 werd de speelfilm The Birth of a Nation van D.W. Griffith uitgebracht waarin de oude Ku Klux Klan opgehemeld werd tot mythische proporties. Deze film citeert uit History of the American People, het magnum opus van Woodrow Wilson. In dat boek stak Wilson zijn voorkeuren niet onder stoelen of banken. The white men were roused by a mere instinct of self-preservation ... until at last there had sprung into existence a great Ku Klux Klan, a veritable empire of the South, to protect the Southern country. De Griffith-hype leidde tot een succesvolle herdruk van de beide boeken van Thomas Dixon, The Clansman (1905) en The Leopard's Spots, die uitgangspunt van Griffiths film waren.
Thomas Dixon verklaarde in een interview dat zijn beide boeken tot doel hadden to revolutionize northern sentiment by a presentation of history that would transform every man in my audience into a good Democrat!. Het boek moest de blanke vrouw afkeer voor de zwarte man bijbrengen. Volgens auteur Wyn Craig Wade kan het boek The Clansman in zijn extreme racisme vergeleken worden met het latere Mein Kampf van Adolf Hitler.
De boeken en de film slaagden in hun opzet en nagenoeg alle blanken in de Verenigde Staten werden verzot op de oude Ku Klux Klan. Ter gelegenheid van de avant-première in Los Angeles reden acteurs vermomd als Klansmen door de straten en werden ze overal op gejuich onthaald. Tijdens de première in Atlanta werden de vermomde acteurs zelfs met saluutschoten verwelkomd als bevrijders. President Woodrow Wilson had een voorvertoning van de film in het Witte Huis met instemming gezien. Later distantieerde hij zich. Voor velen van de 25 miljoen bezoekers was het de eerste film die ze ooit zagen.
In Griffiths film wordt vaak geciteerd uit het eerder genoemde History of the American People.

#### Frank gelyncht
1915 werd ook gedomineerd door het lynchen van Leo E. Frank, een joodse bedrijfsleider, door een antisemitische bende. In sensationele krantenartikelen werd Frank beschuldigd van allerlei vermeende zedenfeiten zoals de verkrachting van en moord op Mary Phagan, een jonge blanke arbeidster. Frank werd hiervoor in Georgia veroordeeld, maar over de rechtvaardigheid van het proces rezen echter vragen. De rechter verbood bijvoorbeeld dat Frank en zijn advocaten aanwezig waren in de rechtszaal tijdens het voorlezen van het vonnis. Ook in beroep werd de veroordeling van Frank tot de doodstraf steeds bevestigd tot uiteindelijk het Amerikaanse Hooggerechtshof de zaak in beraad nam en het vonnis bestendigde, zij het wel met een belangwekkende dissidente opinie van Oliver Wendell Holmes die oordeelde dat the intimidation of the jury was failing to provide due process of law.
Door deze dissidente stem besliste de gouverneur van Georgia later om de doodstraf om te zetten in levenslange opsluiting. De paranoïde racistische politicus en uitgever Thomas E. Watson riep in zijn blad The Jeffersonian op om Frank te vermoorden. Honderd mannen reageerden en een bende burgers – die zichzelf de Knights of Mary Phagan noemde – ging over tot de ontvoering van Frank uit de gevangenis met steun van het cipierkorps. Zij voerden het oorspronkelijke vonnis uit en lynchten Leo Frank door ophanging aan een boomtak. Achteraf werd bekend dat Jim Conley, een zwarte conciërge, achter de verkrachting en de moord zat.
In de ogen van vele inwoners van het Zuiden was en bleef de schuld van Leo Frank onomstotelijk bewezen, mede daar er een sterke gelijkenis zou bestaan tussen Mary Phagan en het filmpersonage Flora, een jonge maagd die zichzelf van een klif stort omdat ze anders door de zwarte Gus verkracht zou worden in Griffiths film The Birth of a Nation.
Watson zou nadien een leidinggevende rol spelen binnen de tweede Klan en uiteindelijk openlijk als Klansman verkozen worden in de Amerikaanse Senaat.

### Oprichting
De tweede Ku Klux Klan nam onder leiding van William Joseph Simmons een agenda aan die hoofdzakelijk gericht was op anti-immigratie en op antisemitisme. Het merendeel van de eerste Klansmen was afkomstig van het opgedoekte doodseskader Knights of Mary Phagan dat onder meer achter de lynchpartij op Leo Frank zat. Deze nieuwe Klan baseerde zijn organisatie en symboliek op de oude Klan zoals – grotendeels fictief – voorgesteld in de film The Birth of a Nation. Het grootste deel van de iconografie van deze tweede Klan – zoals het gestandaardiseerde witte gewaad en het brandende kruis – was afkomstig uit de film en dus indirect uit de boeken van Dixon, die een onjuiste voorstelling van de eerste Klan gaven en meer gebaseerd zouden zijn op het oude Schotland dan op de Klan uit de tijd van de Reconstructie.
De nieuwe Klan werd officieel boven de doopvont gehouden in 1915 op de bergtop Stone Mountain bij Atlanta. William J. Simmons werd door de aanwezigen tot eerste Imperial Wizard van de tweede Klan benoemd. Onder de aanwezigen waren oud-leden van de eerste Klan alsook leden van de Knights of Mary Phagan.

### Activiteiten
De leiders van de tweede Klan verlegden de accenten van de Ku Klux Klan. Zo werd grotendeels afstand genomen van het Burgeroorlogverleden alsook van de oude misdaden zoals lynchpartijen, moorden en nachtelijke overvallen. De tweede Klan was echter wel overduidelijk anti-joods en antikatholiek. Deze ideologische evolutie ging gepaard met een verschuiving van het Klancentrum naar het Middenwesten van de Verenigde Staten. Het Zuiden bleef nog steeds een belangrijke regio met veel rekruteringspotentieel maar werd hierin voorbijgestoken door het Middenwesten.

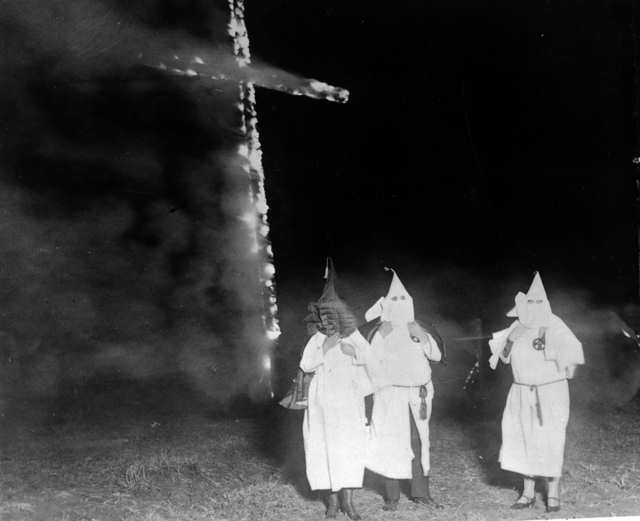
Het Fiery Cross

De nieuwe Klan was ook niet langer een non-profitorganisatie maar kreeg een eigen rechtspersoonlijkheid en het winstoogmerk begon steeds meer te overheersen. Van het idealisme van de oude Klan was op termijn geen sprake meer. Deze Klan maakte ook dankbaar gebruik van de explosie van broederschappen in het Interbellum. Het beste voorbeeld van deze nieuwe wind was het inhuren van twee marketingspecialisten in 1920 voor een deel van de opbrengst. Onder leiding van dit tweetal, Edward Young Clarke en Elizabeth Tyler, groeide de Klan tegen 1924 uit tot een nationale organisatie met meer dan 1000 afdelingen verspreid over nagenoeg het hele Amerikaanse grondgebied.
Het in brand steken van kruisbeelden, het zogenaamde Fiery Cross, werd ook uitgevonden door de tweede Klan om zijn samenkomsten op te fleuren en om via deze herkenningstechniek meer leden te kunnen werven. In tegenstelling tot de latere Klans, gebruikte deze tweede Klan het brandende kruis nooit om slachtoffers te folteren, om lynchpartijen aan te kondigen of om mensen te terroriseren. Het brandende kruis was ook allesbehalve een uitvinding van de Ku Klux Klan. Talrijke andere religieuze congregaties hadden een soortgelijk ordesymbool. Pas nadien zou het brandende kruis uitsluitend geassocieerd worden met de Klan. Andere groeperingen wijzigden hun symbolen.
Omdat Simmons een armzalig zakenman was, viel hij – na een aantal processen tegen hem persoonlijk – binnen de Klan al snel in ongenade en werd hij door een interne coup gedwongen af te treden. Clarke werd alzo kortstondig national director ad interim alvorens ook hij het veld moest ruimen voor Samuel Green en Hiram Wesley Evans. Green zette de door Simmons ingeslagen weg voort, terwijl Evans van de Klan een politieke organisatie wilde maken. Evans blonk enerzijds uit in schitterende managementkennis maar viel anderzijds ten prooi aan zijn eigen geldzucht. Evans ontsloeg het merendeel van de Klanvrijwilligers en begon salarissen uit te keren aan de overgebleven Klanambtenaren. Daarnaast nam hij ook afstand van de zwakke lijn van Simmons en deed hij de Ku Klux Klan herrijzen als een conservatieve back to normalcy actiegroep gebaseerd op vijf pijlers, met name het behoud van de Drooglegging, de steun aan de ordehandhaving, het verdedigen van het protestantisme, het tot leer verheffen van het Amerikanisme en het uitdragen van de christelijke moraal. Evans startte tevens met de commercialisering van de Klan via de verkoop van Klanattributen (gewaden, mutsen, symbolen, souvenirs, gadgets en zo meer), tevens aan niet-Klanleden.
Evans stal echter voortdurend uit de kas van de organisatie. Ook de voorkeur van zijn tweede man James Colescott voor de German American Bund (de vereniging van Amerikaanse nazi's tijdens de Tweede Wereldoorlog) tegen de oorlogsstrategie van de Verenigde Staten in had een negatieve weerslag op de Klan. Colescott besliste – met de stilzwijgende goedkeuring van Evans – om de Klan als zesde colonne in te zetten ofwel ter voorbereiding van een Amerikaans-Duitse alliantie ofwel ter ondersteuning van een eventuele Duitse invasie. Deze keuze zou de Klan uiteindelijk zuur opbreken. Door de financiële malaise en het landverraad van de Klan verdween met de rechtspersoonlijkheid ook de hele tweede Klan tegen 1945 volledig.

### Politieke invloed
De tweede Klan groeide al snel uit tot een nationale organisatie wier zwaartepunt van het Zuiden naar het Middenwesten verschoof met meer dan 5 miljoen leden. Van alle Klans wordt de tweede Klan tevens beschouwd als de best georganiseerde en invloedrijkste. De Klan beperkte zich ook niet meer tot het Amerikaanse grondgebied en nam vaste vorm aan in Canada waar de Ku Klux Klan onder andere gouverneursverkiezingen trachtte te beïnvloeden. In Saskatchewan werd een Klansman zelfs tot gouverneur verkozen ondanks het charisma van zijn uittredende liberale tegenkandidaat.
De Klan kende zijn absolute hoogtepunt in deze periode. Algemeen wordt er aangenomen dat 20% van de volwassen blanke Amerikaanse bevolking lid was van de Ku Klux Klan. In sommige staten zou dit percentage zelfs 40% bedragen hebben. Het gaat hier natuurlijk louter om schattingen aangezien lidmaatschap geheim was en maar weinig Klansmen hun lidmaatschap openbaar maakten. In twee Amerikaanse staten, Oregon en Indiana, werden er door de Klan statistieken bijgehouden waaruit bleek dat het percentage 5% geweest zou zijn.
De Ku Klux Klan kon daarnaast ook nog een beroep doen op sympathisanten, vooral in politieke kringen. Desondanks zijn geschiedkundigen het er wel over eens dat geen enkel belangrijk politicus ooit opdrachten gekregen zou hebben van de Ku Klux Klan tijdens zijn mandaat. Vooral in de staat Indiana – waar 10% van de bevolking lid was volgens Wyn Craig Wade – had de Klan het tijdelijk politiek voor het zeggen tot het schandaal van de Klanleider David Curtiss Stephenson uitbrak. De Klan slaagde er in 1924 zelfs in om een van zijn low-profile leden, Edward Jackson, te laten verkiezen tot gouverneur voor de Republikeinen.

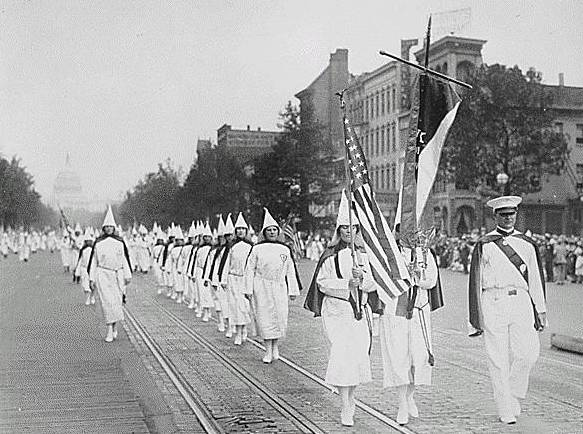
Klanmanifestatie in Washington, D.C. in 1928

In 1924 trachtte de Ku Klux Klan om Anaheim, een stad in Californië, om te vormen tot de eerste Amerikaanse Klanmodelstad. Aanvankelijk slaagde de Klan erin om via verkiezingen de meerderheid te verwerven in de gemeenteraad. De Klan gaf geen openlijke steun aan de kandidaten en geen enkele kandidaat van de Klan openbaarde zijn lidmaatschap. Pas toen de bevolking later ontdekte dat de gemeenteraad beheerst werd door de Klan, barstte de bom en werden de verkiezingen geannuleerd via de Amerikaanse special recall procedure. De Klan kon in deze nieuw uitgeschreven verkiezingen zijn positie niet handhaven.
In hetzelfde jaar werd door de pers gesuggereerd dat de nationale conventie van de Democratische Partij in New York geïnfiltreerd was door de Ku Klux Klan. Nochtans waren er geen bekende Klanleden aanwezig. In de marge van het congres vond wel een tweestrijd plaats tussen twee fracties binnen de democraten, het pro-Klan droge platform (voor de Drooglegging, geleid door William McAdoo) en het natte platform (tegen de Drooglegging, geleid door de Rooms-katholiek Al Smith) dat de Ku Klux Klan wilde verbieden en vervolgen. Aanvankelijk waren beiden kandidaat voor het presidentschap, maar geen van beide kreeg de benodigde meerderheid van twee derde van de stemmen. Uiteindelijk zou de conventie zich uitspreken tegen een verbod op de Ku Klux Klan (de staat mag volgens de Bill of Rights geen private organisaties verbieden). Het natte platform verdween bijgevolg van het toneel. In New Jersey organiseerde de Klan tegen het einde van deze conventie zelfs een rally waarop duizenden Klansmen aanwezig waren en waar de afbeelding van Al Smith verbrand werd.
De gerenommeerde Klanauteur Wyn Craig Wade schreef later op basis van eigen onderzoek dat in its second incarnation, the Klan helped elect sixteen men to the U.S. Senate (nine Republicans and seven Democrats) eleven Governors (six Republicans, five Democrats) and an unknown number of Congressmen.
Tijdens het bestaan van de tweede Klan werden tevens te pas en te onpas openbare manifestaties georganiseerd zoals optochten, rally's of betogingen. De overheid liet alles steeds betijen.

### Ondergang
De tweede Klan ging niet zozeer ten onder door de interne verdeeldheid of de toenemende eigenzinnigheid van de lokale afdelingen, maar wel door een serie schandalen zoals bankovervallen, roofmoorden en plundertochten waarbij Klankopstukken betrokken waren.
Het grootste schandaal dat verbonden kon worden aan de Ku Klux Klan was dat van de toenmalige Grand Dragon van Indiana en veertien andere staten, David Curtiss Stephenson, die ook actief was in de Republikeinse Partij. Stephenson ontvoerde in 1925 de onderwijzeres Madge Oberholtzer die vrijwilligerswerk deed om het analfabetisme onder de achtergestelde – vooral zwarte – bevolking terug te dringen. Oberholtzer werd onder dwang dronken gevoerd waarna Stephenson haar verkrachtte en haar lichaam verminkte met zijn tanden. Later werd ze door Stephenson vergiftigd en dood achtergelaten. De twee rechters konden het verhaal van Oberholtzer nauwelijks geloven en schreven in hun rapporten respectievelijk dat ze schijnbaar aangevallen werd door een roedel wolven of dat ze gebeten werd door een kannibaal.
Deze affaire werd lang en breed uitgemeten in de media en leidde tot de veroordeling van Stephenson tot een levenslange gevangenisstraf. In 1950 kwam Stephenson – volgens sommigen met de hulp van machtige oud-Klansmen – vervroegd vrij. Door dit schandaal werd de Ku Klux Klan dermate in diskrediet gebracht dat hele Klanafdelingen zichzelf opdoekten. Tegen 1928 werd het aantal Klansmen in Indiana op net geen 4000 geschat terwijl er vijf jaar eerder nog zo'n 200.000 Klansmen zouden zijn geweest
Deze schandalen beïnvloedden de Klanafdelingen buiten Indiana. Alle sympathie van het volk voor de Klan verdween als sneeuw voor de zon en de Klan besloot in het begin van de jaren 1930 dan ook om zijn politieke activiteiten te staken.

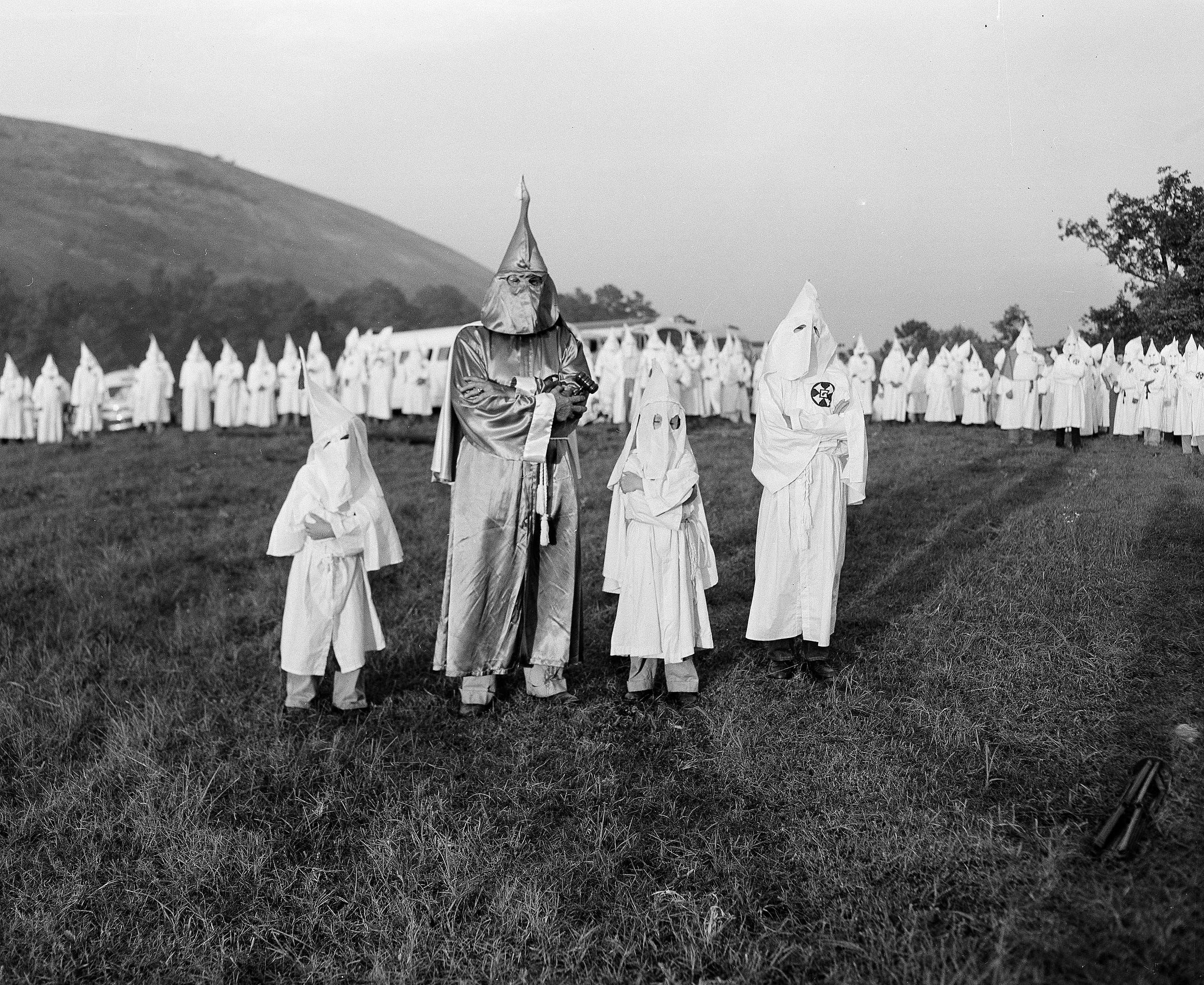
Samuel Green tijdens een initialisatie in Atlanta, Georgia op 24 juli 1948

In 1939 verkocht de Imperial Wizard Hiram Wesley Evans de rechtspersoonlijkheid van de Ku Klux Klan aan zijn tweede man James Colescott, een dierenarts uit Indiana, en aan zijn voorganger Samuel Green, een dokter uit Atlanta. In theorie bleef Evans de touwtjes nog in handen houden tot aan het einde van de Tweede Wereldoorlog. Het triumviraat slaagde er niet in om de uittocht van leden uit de Klan om te keren.
Na de aanval op Pearl Harbor viel deze trojka uiteen. Evans en Green stelden zich op als patriotten en steunden hun land in de oorlog, terwijl Colescott resoluut de kant koos van de nazibeweging in Duitsland. Colescott werd gesteund door de meerderheid van Klansmen en associeerde zich met de German American Bund. Samen werden alle mogelijke middelen (ook spionage en sabotage) ingezet om de Amerikaanse oorlogsinspanningen teniet te doen. In 1943 organiseerde de Colescott-Klan (die weliswaar niet langer de naam Ku Klux Klan droeg) een antioorlogsbetoging in Detroit die ontaardde in dagenlange rassenrellen. De Colescott-Klan verloor hierdoor de sympathie van de Amerikanen en bracht de traditionele Klan van Evans en Green dermate in diskrediet dat deze geen andere mogelijkheid zagen dan de hele boekhouding van de Ku Klux Klan over te dragen aan de overheid, wetende dat dit de deur open zou zetten voor strafrechtelijke vervolging wegens fraude.
In 1944 werd de Klan – juridisch vormden de Klans van Colescott en Evans-Green nog steeds één geheel – door de IRS, de Amerikaanse fiscus, voor de rechter gedaagd wegens het niet betalen van $685.000 aan achterstallige belastingen. De rechter stelde de IRS in het gelijk en de Klan werd ontbonden. Tegen het einde van de oorlog in 1945 was er van een georganiseerde Klan geen sprake meer.
Nadien zouden de namen 'Ku Klux Klan', 'Klan' of 'White Knights' overgenomen worden door tal van kleine onafhankelijke splinterorganisaties, elk met hun eigen doelstellingen, gebruiken en symbolen.
De befaamde auteur en folklorist Stetson Kennedy infiltreerde kort na de Tweede Wereldoorlog een nog bestaande Klanafdeling. Hij beschreef de codewoorden, contactadressen, vergaderplaatsen en andere geheime Klangebruiken gedetailleerd in de hoop om alle Klanmythes en -legendes zo definitief uit de wereld te helpen. Zijn boekje veroorzaakte een verdere afname van het ledenaantal van de Klan en inspireerde de schrijvers van een populair Supermanradioprogramma om een vierluik te maken waarin Superman het opnam tegen de Ku Klux Klan. Deze ridiculisering van de Klan betekende dan ook zijn doodsteek.

## De latere Klans
Na de Tweede Wereldoorlog en de ontbinding van de tweede Klan volgde een periode van heroprichtingen en interne conflicten die op hun beurt weer tot opdoekingen leidden. Nadien kunnen we bij de KKK nog acht (sommigen zeggen vier) andere tijdperken onderscheiden.

### Emancipatie van zwarte mensen
In de jaren 1950 ontstond er voor de Klan een eerste groot probleem, namelijk de emancipatie van hun oude slachtoffers, die plots in staat bleken terug te vechten. De zwarte mensen bleven niet langer lijdzaam toekijken en begonnen zich ook te verenigen in burgerwachten en beschermingsmilities. In 1958 kwam het in North Dakota zelfs tot een gewapend treffen tussen de Ku Klux Klan – die een nachtelijke bijeenkomst organiseerde – en de inheemse Lumbee-bevolking. Deze vechtpartij ging de geschiedenis in als de Battle of Hayes Pond en veroorzaakte een identiteitscrisis bij de Klansmen.
In 1966 begon de zwarte predikant Stokely Carmichael met een tournee door gans Mississippi om er overal de Afro-Amerikaanse gemeenschap toe te spreken. Hij predikte de Black Power-leer, die later de grondslag vormde van de Black Panther Party-beweging. Hij stelde dat men blanke agressie enkel maar kan tegengaan door de Klan steevast op te wachten met een geweer in de aanslag. De toepassingen van deze leer hadden grote gevolgen voor de Ku Klux Klan.
In de jaren 1960 vond de Ku Klux Klan weliswaar een nieuwe adem door zich te hervormen en zich voortaan te concentreren op gewapende agressie tegen de Afro-Amerikaanse burgerrechtenbeweging. De bekendste voorbeelden hiervan waren het opblazen van een kerk in Alabama waar zwarte burgerrechtenactivisten samenkwamen in 1963, het vermoordden van drie burgerrechtenactivisten in Meridian in 1964 en het vermoorden van burgerrechtenactiviste Viola Liuzzo in 1964. In 1964 keurde het Congres de Civil Rights Act goed en zo kwam er een definitief einde aan de segregatie in de Zuidelijke Staten.

### Infiltratie en geweld
In 1964 begon het Federal Bureau of Investigation met het COINTELPRO-programma dat bestond uit het infiltreren van de Klan om zo te trachten de Klan van binnenuit te doen uiteenspatten. Dit FBI-programma betrof naast de Ku Klux Klan ook alle andere personen en organisaties die het emancipatieproces zouden kunnen verstoren. Aan de rechterzijde van het spectrum was dat vooral de KKK, terwijl aan de linkerzijde vooral de beweging van The Weathermen het moest ontgelden. Zelfs de vredelievende organisatie van Martin Luther King, de Southern Christian Leadership Conference, werd het slachtoffer van COINTELPRO. Het programma slaagde er inderdaad in om de Klan te ontwortelen en de interne strubbelingen te vergroten. Binnen de Klan werd iedereen plots geminacht en verdacht als potentieel FBI-infiltrant, waardoor de organisatie intern verlamd was. De bekendste FBI-infiltrant in de Klan was Bill Wilkinson die het zelfs tot Klanleider wist te brengen.
In de jaren 1970 stond de Ku Klux Klan voor twee nieuwe uitdagingen, met name het fenomeen van praktische desegregatie en de massale immigratie. Om te vermijden dat de desegregatiewetten een lege doos zouden blijven, ging de Amerikaanse overheid over tot desegregation busing of forced busing, het ophalen van zwarte kinderen met bussen om hen af te zetten bij blanke scholen. De Klan pleegde ettelijke aanslagen op deze bussen. De bekendste aanslag gebeurde in 1971 in Pontiac, Michigan waar tegelijkertijd in een depot tien schoolbussen opgeblazen werden. De Klan was – onder leiding van de charismatische David Duke – ook in 1974 actief betrokken bij de South Boston School Busing Crisis. Vooral in Californië organiseerde de Klan dan weer zijn eigen grenswachten – onder leiding van Tom Metzger – tegen de groeiende stroom van Mexicaanse illegalen.
In 1979 vond in North Carolina het Greensboro Massacre plaats waarbij vijf leden van de Communist Workers Party doodgeschoten werden tijdens een anti-Klanbetoging.
In deze periode nam ook het verzet tegen de KKK toe. De auto's van Klansmen werden beschoten, zwarte kinderen lachten de gemaskerde mannen uit. Nagenoeg elke Klanmeeting werd verstoord door acties van gewapende zwarte milities. Elke manifestatie van de Klan werd beantwoord met tegenbetogingen en -geweld.
In 1981 werd Michael Donald door de Ku Klux Klan gelyncht. Dit leidde tot het grootste Klanproces ooit waarbij de United Klans of America, een van de meest toonaangevende splintergroepen van de Klan, veroordeeld werden en nadien bankroet gingen. Deze veroordeling deed twijfels rijzen binnenin de Klan over de eigen kwetsbaarheid en maakte elke strenge centrale hiërarchie voortaan onmogelijk. Vooral na het David Duke-tijdperk zal de KKK uiteenvallen in kleine onafhankelijke Klans.

### David Duke

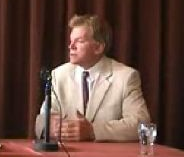
David Duke bij Euro-Rus in Dendermonde in 2008

David Duke manifesteerde zich bij de Ku Klux Klan als een leidersfiguur en schopte het dan ook tot Imperial Wizard in 1974 toen hij de beslissing nam de Klan te moderniseren. Hij riep alle Klansmen op to get out of the cow pasture and into hotel meeting rooms. Hij veranderde de naam Imperial Wizard in National Director en verving bij optredens de lange gewaden door driedelige maatpakken. Ook zwoer Duke meer en meer de gewelddadige acties af om zich volledig te kunnen richten op de politieke wegen. In 1980 stond hij aan de wieg van de National Association for the Advancement of White People (NAAWP), een racistische extreemrechtse politieke organisatie, die door moest gaan als de blanke tegenhanger van de National Association for the Advancement of Colored People (NAACP). In 1989 werd David Duke zelfs verkozen tot parlementslid in Louisiana voor de Republikeinen, hoewel zij Duke geen steun gaven. Duke gold als de laatste echte KKK-leider. Nadien verloor de Klan steeds meer aanhang en kon het steeds moeilijker leden mobiliseren voor acties.
Vanaf de jaren 1990 ontstond binnen de Ku Klux Klan ook een uittocht naar modernere racistische, neonazi en extreemrechtse groeperingen zoals skinheads.

## Knights of the Ku Klux Klan
De aanduiding Knights of the Ku Klux Klan is terug te vinden in de naam van minstens tien verschillende op de oude Ku Klux Klan geënte organisaties.
De grootste van deze Klanorganisaties was de prominente Knights of the Ku Klux Klan, Inc. die in november 1915 door William J. Simmons werd opgericht en officieel opgedoekt in 1944 door James Colescott, Samuel Green en Hiram Wesley Evans. Deze Klan zou op zijn hoogtepunt meer dan 5 miljoen leden geteld hebben.
De bekendste en actiefste van deze organisaties was de White Knights of Mississippi die geleid werd door de rabiate negerhater Sam Bowers. Hoewel deze afdeling allesbehalve de grootste was, gold ze wel als verreweg de brutaalste en gewelddadigste. De White Knights of Mississippi waren verantwoordelijk voor ettelijke aanslagen, lynchpartijen, brandstichtingen en moorden, waaronder de moord op de drie burgerrechtenactivisten Andrew Goodman, James Chaney en Michael Schwerner. Deze drievoudige sluipmoord op leden van het C.O.R.E. (Congress of Racial Equality) in Meridian werd uitgevoerd door Klansmen onder leiding van Wayne Roberts, Cecil Price (een lokale sheriff) en Edgar Ray Killen (een lokale dominee). Pas in 2005 – veertig jaar na de feiten – werd Edgar Ray Killen voor deze moorden veroordeeld. De andere medeplichtigen waren al overleden en werden bijgevolg nooit vervolgd of gestraft.
In 1989 verlegden de White Knights of Mississippi hun actieterrein en werd een nieuwe nationale Klan opgericht. Ze wisten zelfs de professionele bokskampioen Johnny Lee Clary (Johnny Angel) uit Arkansas te strikken als nationale Imperial Wizard in de hoop dat zijn bekendheid het ledenaantal weer zou doen groeien. Clary zette het werk van David Duke voort en verscheen te pas en te onpas op de televisie (onder andere in de talkshow van Oprah Winfrey) om het nieuwe imago van de Ku Klux Klan voor te stellen. Clary trachtte de Klan opnieuw te herenigen via een landdag in Pulaski, Tennessee, de geboorteplaats van de oude Klan. Deze landdag ontaardde echter in ordinaire vechtpartijen tussen de Klans onderling. Nadien viel Clary in ongenade toen bleek dat zijn vriendin voor de FBI werkte, waarna hij ontslag nam uit de Klan. Enkele jaren later bekeerde hij zich als herboren christen tot de burgerrechtenbeweging en nam hij volledig afstand van zijn Klanverleden.
In 2005 vormde Thomas Robb de Knights of the Ku Klux Klan om tot de Knights Party die gehuisvest werd in Zinc, Arkansas. Deze afdeling wordt heden ten dage beschouwd als de grootste centraal geleide Klanorganisatie. Alleen de Imperial Klans of America zouden meer leden hebben, maar deze Klans zouden niet beschikken over een daadkrachtige centrale structuur.

## De Klan vandaag
Over de macht en invloed van de Ku Klux Klan worden nog vaak debatten en discussies gevoerd in de Verenigde Staten. Ook de media spelen een zeer grote rol in het levend houden van de KKK-mythe – die tegenwoordig tot een volwaardige urban legend (broodje aap) uitgegroeid zou zijn – door te pas en te onpas naar de Ku Klux Klan te verwijzen. De processen van Rodney King en Edgar Ray Killen en de aanslag van Timothy McVeigh in Oklahoma zijn hier slechts enkele voorbeelden van. Ook de vermeende link tussen de Klan, de John Birch Society en de National Rifle Association draagt bij tot het in stand houden van de Klanlegende tot grote ergernis van beide organisaties.
Over het aantal leden van de huidige Klans zijn er maar weinig gegevens bekend alsook over de financiën en de daadwerkelijke slagkracht. Het officiële standpunt van de overheid is er een van doodzwijgen. Een moderne Klan bestaat in hun ogen niet. In 2002 publiceerde de Anti-Defamation League een rapport over Extremism in America waarin stond Today, there is no such thing as the Ku Klux Klan. Fragmentation, decentralization and decline have continued unabated. Desondanks beschouwen vele onderzoekers de Klans nog steeds als de invloedrijkste en machtigste rechts-extremistische organisatie in de Verenigde Staten die nog steeds aanwezig zou zijn just beneath the surface. Vooral in de Zuidelijke staten kan de Klan inderdaad nog op nostalgische sympathie rekenen, maar de marginalisering van de hedendaagse Klan door het White Trailer Park Trash en door de skinheads – die tot het prototype Klansmen verworden zijn – doet deze sympathie wel verder afkalven.
De laatste bekende oud-Klansman die tot voor kort nog altijd actief was in de landelijke politiek was Robert Byrd, een democratisch senator uit West Virginia. Robert Byrd heeft zich al ettelijke malen publiekelijk verontschuldigd voor zijn jeugdzonden en afstand genomen van de Klan. Hij betuigde zijn diepste spijt voor zijn rol als Grand Cyclops en Kleagle (een Klansman verantwoordelijk voor rekrutering) bij de Ku Klux Klan, alsook voor zijn uitspraken uit 1958 – toen hij voor de eerste maal deelnam aan de senaatsverkiezingen – waarin hij de Klan verheerlijkte en alle beschuldigingen minimaliseerde of zelfs totaal ontkende. Byrd stierf in juni 2010.

### Versplintering
In de jaren 1980 viel de oorspronkelijke Ku Klux Klan uiteen in tientallen kleinere – sommige louter lokale – splintergroepen die stuk voor stuk de KKK-symbolen en naam overnamen. Elke nieuwe Klan profileert zich als de enige echte KKK-erfgename. Van een centraal georganiseerde Klan is vandaag de dag geen sprake meer. De grootste en invloedrijkste opvolgers van de Klan zijn:
- Church of the American Knights
- American Knights of the Ku Klux Klan
- Imperial Klans of America / IKA Knights of the Ku Klux Klan
- Knights of the White Kamelia
- White Knights of the Ku Klux Klan
- Knights Party
- White Camelia Knights of the Ku Klux Klan
- United Klans of America
- Federation of Klans
- Mystic Knights of the Ku Klux Klan

Er zijn ook nog ettelijke andere kleinere onbeduidende Klangroepjes actief in de Verenigde Staten. Daarnaast kent de VS ook nog een aantal organisaties zoals de National Socialist Movement, de White Aryan Resistance en de Aryan Nations, die elk ook hun wortels hebben in de oude Klan, maar zich niet langer voorstellen als KKK-erfgenamen.
In sommige Klanafdelingen heeft men afstand genomen van het rigide antikatholicisme, terwijl andere afdelingen zelfs het neonazisme of het ultrachristendom (Christian Identity) als nieuwe ideologieën aangenomen hebben.
In juli 2005 werd het huis van een hispanic in Ohio in brand gestoken door onbekenden. Het slachtoffer werd beschuldigd van de verkrachting van een negen jaar oud blank meisje. Kort na het ontstaan van de brand, doken Klansmen op die pamfletten uitdeelden aan de omstanders waarin de latino zwartgemaakt werd.
In 2006 schatte de overheid het totale ledenaantal van alle Klans in de VS op iets meer dan 5000 verdeeld over 158 afdelingen en organisaties in de voormalige Confederatie alsook in het Midden-Westen.
Recentelijk heeft de onafhankelijke American Civil Liberties Union de Klan zelfs ettelijke malen met succes op financieel, logistiek en juridisch vlak ondersteund in allerlei rechtszaken. Hierdoor kan de Klan vandaag de dag nog steeds ongestoord van zijn grondwettelijke rechten en vrijheden blijven genieten. De KKK mag vandaag dus nog steeds rally's, parades en manifestaties in het openbaar organiseren alsook politiek actief zijn.

## De Klan in moderne media

### Film
- 1915 – The Birth of a Nation (D.W. Griffith) is de verfilming van het racistische boek The Clansman (1905) van Thomas Dixon en schetst het ontstaan van de oude Klan na de Amerikaanse Burgeroorlog.
- 1939 – Uit de klassieke film Gone with the Wind (naar het boek van Margaret Mitchell, met Vivien Leigh en Clark Gable) werd een scène over de KKK weggelaten uit angst voor Congres- en Senaatsleden die lid waren van de KKK.
- 1966 - In de spaghettiwestern Django staan een op de KKK gebaseerde racistische groep en een Mexicaanse bende tegenover elkaar.
- 1973 – In de James Bondfilm Live and Let Die (Guy Hamilton) zegt een zwarte taxichauffeur bij het zien van het gegeven geld: "Hey man, for twenty bucks I'd take you to a Ku Klux Klan cookout!"
- 1974 – In Blazing Saddles (Mel Brooks) geeft men een overzicht van 's werelds ergste misdadigers. Een Klansman verschijnt ook in dit rijtje.
- 1980 – In The Blues Brothers (John Landis) hebben Jake en Elwood het regelmatig aan de stok met Klansmen.
- 1983 – In Porky's II: The Next Day wordt met enkele Klansmen de draak gestoken.
- 1988 – In Betrayed (Costa Gavras) gaat een onderzoeksjournaliste undercover in de wereld van de KKK en zijn lynchpartijen.
- 1988 – Mississippi Burning (Alan Parker) vertelt het verhaal van de moorden in Meridian.
- 1991 – In Fried Green Tomatoes (Jon Avnet) houdt de Klan halt in een klein dorpje waar ze een aantal zwarte mensen lynchen en een rally organiseren.
- 1994 – In Forrest Gump (Robert Zemeckis) is het hoofdpersonage door zijn moeder vernoemd naar "hun voorvader Nathan Bedford Forrest", de eerste Klanleider, ter herinnering dat "sometimes we all do things that, well, just don't make no sense".
- 1995 – In Filmpje! (Paul Ruven) probeert een van de hoofdpersonages in de rechtbank anoniem te blijven met behulp van een Klanpuntmuts.
- 1996 – A Time to Kill (Joel Schumacher) schetst een van de meest intrigerende Klanprocessen in Canton, Mississippi.
- 1998 – In American History X (Tony Kaye) wordt vaak verwezen naar de Ku Klux Klan.
- 1999 – In Austin Powers: The Spy Who Shagged Me (Jay Roach) maakt een Klansman zijn opwachting in een televisieshow.
- 2000 – In O Brother, Where Art Thou? (Coen Brothers) komt een scène voor met een nachtelijke bijeenkomst van de Ku Klux Klan waarbij een zwarte dreigt te worden opgehangen.
- 2000 – In Road Trip (Todd Phillips) worden de reizigers uitgenodigd in een zwarte studentenclub waar ze bang gemaakt worden door hen aan tafel te beschuldigen van connecties met de Ku Klux Klan.
- 2002 – Sins of the Father (Robert Dornhelm) vertelt het verhaal van de Klanaanslag in Birmingham, Alabama.
- 2002 – Bowling for Columbine (Michael Moore, 2002) vertelt de geschiedenis van de VS louter op basis van de KKK en de NRA (National Rifle Association).
- 2003 – Bad Boys II (Michael Bay) begint met een politie-undercoveroperatie bij de Ku Klux Klan.
- 2003 – In Scary Movie 3 (David Zucker) beledigt een blanke rapper zijn Afro-Amerikaans publiek door zijn witte capuchon op te zetten (die op een Klanpuntmuts geleek) en door per ongeluk een Klangroet te brengen.
- 2012 - In Django Unchained zit een scène waar regisseur Quentin Tarantino de spot drijft met een groep KKK-leden.
- 2018 – In BlacKkKlansman (Spike Lee) gaat een politieagent undercover bij de Klan.

### Televisie
- De Brits-Amerikaanse verslaggever Louis Theroux brengt in zijn programma's vaak bezoeken aan extreemrechtse organisaties waaronder ettelijke malen de Ku Klux Klan (zie YouTube).
- In de episode "Archie and the KKK" van de televisieserie All in the Family (1971-1979) worden de rekruteringsmethodes van de KKK uit de doeken gedaan.
- In de Meltdown-aflevering van de televisiekomedie Red Dwarf (1988) zien we een planeet waar goede en kwade krachten een oorlog uitvechten. We zien ettelijke Klansmen aan de "kwade" kant.
- In de televisieserie I'll Fly Away (1991-1993) heet een procureur uit het Zuiden Forrest Bedford.
- In een episode van de televisiekomedie Murder, Most Horrid (1991-1999) maakt een geheim moordenaarsgenootschap zijn opwachting dat volledig gebaseerd is op de echte Ku Klux Klan.
- Een ganse aflevering van het televisiedrama Dr. Quinn, Medicine Woman (1993-1998) gaat over het lynchen van een zwarte door de Klan.
- In het derde deel van de miniserie North and South (1985-1994) sluit Cooper Main, de broer van geconfedereerd soldaat Orry Main, zich aan bij de Ku Klux Klan en vecht daarmee tegen Orry's vrouw Madeline, die de lokale zwarte bevolking steunt.
- In de televisieserie Family Guy (1999-heden) zien we een flashback waarbij een zwarte man teruggaat in de tijd en achtervolgd wordt door Klansmen.
- In de animatieserie South Park (1997-heden) wordt vaak verwezen naar de Klan.
- Klanleden werden vaak opgevoerd in The Jerry Springer Show (1998-heden).
- In de documentaire KKK: Inside American Terror (2008) laat National Geographic voor- en tegenstanders van de hedendaagse KKK aan het woord.
- In het Vlaamse reisprogramma Reizen Waes (2013-2015) wordt in de aflevering rond de Route 65 een stop gemaakt bij het hoofdkwartier van de KKK. Presentator Tom Waes interviewt hier de voorzitter van de organisatie.
- In de succesvolle televisieserie Boardwalk Empire (2010-2014) wordt in sommige afleveringen verwezen naar de KKK.

### Muziek
- Het satirische lied Your Friendly, Liberal, Neighborhood Ku-Klux-Klan (The Mitchell Trio, inclusief John Denver) is een komische aanklacht tegen de KKK.
- Het nummer The KKK Took My Baby Away van de Ramones gaat over de Klan.
- Op het einde van de muziekclip van Jesus Walks van Kanye West steekt een Klansman een kruis in brand.
- In het nummer Where Is the Love? zingen The Black Eyed Peas over de "Bloods", de "Crips" en de "KKK".
- De band MU330 had een hitje met het nummer KKK Hiway waarin de Klan een stuk autosnelweg zou bezitten in Indiana.
- Het derde album Steal This Album van System of a Down bevat het nummer I-E-A-I-A-I-O, een remake van een bekend Klanlied.
- De racistische Amerikaanse countryzanger Johnny Rebel zong diverse lofliederen over de Ku Klux Klan.
- De rockband Body Count van rapper Ice-T heeft een nummer KKK Bitch, over een zwarte man die een relatie heeft met de dochter van een KKK-hoofd.
- Het nummer What I've Done van Linkin Park gaat deels over de Klan, en in de bijbehorende clip komen leden van de Klan in beeld.
- De Red Hot Chili Peppers noemen de KKK diverse malen in hun nummers, zoals in Green Heaven van het debuutalbum: "Here, above land, man has laid his plan / And yes, it does include the Ku Klux Klan." Zo ook in het nummer The Power of Equality van het album Blood Sugar Sex Magik: "Say what I want, do what I can / Death to the message of the Ku Klux Klan".

### Computerspellen
- 2003 - In XIII kruipt de speler in de huid van een yankee en gaat de strijd aan met Klansmen en andere slechteriken.
- 2018 - In Red Dead Redemption 2 zijn er groepen van de KKK te vinden in de game wereld.[1]

### Trivia
- Het drieletterwoord 'KKK' is een van de weinige Engelstalige begrippen waarbij drie dezelfde op elkaar volgende letters afzonderlijk uitgesproken worden. De algemeen aanvaarde uitspraak is 'kay-kay-kay' terwijl de algemene Engelse uitspraakregels 'triple-kay' zouden vereisen.
- In het ontwerp van de verpakking van Marlborosigaretten zouden volgens urban legends verwijzingen naar de KKK te zien zijn.[2]

## Verder lezen
- Ingalls, Robert P. Hoods: The Story of the Ku Klux Klan, New York, G.P. Putnam's Sons, 1979
- Newton, Michael, and Judy Ann Newton: The Ku Klux Klan: An Encyclopedia, New York & London: Garland Publishing, 1991
- Wade, Wyn Craig: The fiery cross. The Ku Klux Klan in America, New York, Simon & Schuster, 1987

Voor de reactionaire mentaliteit van de Zuidelijke staten rond de Amerikaanse Burgeroorlog zie
- Mc Pherson, James M.: Battle cry of freedom. The Civil War era, New York, Ballantine Books, 1988

De KKK wordt uitgebreid behandeld in vele algemene geschiedenisboeken over de VS, bijvoorbeeld
- Tindall, G.B. & Shi, D.E.: America. A narrative history, New York, Norton, 1997

### Klanorganisaties
- Knights Party
- IKA Knights of the Ku Klux Klan
- The Knights Christian Books and Things Webwinkel

### Geschiedenissites
- Spartacus educational: geschiedeniswebsite voor scholieren over de Ku Klux Klan
- Geschiedenis van de KKK volgens een sympathisant van de Geconfedereerde Staten
- Film op Youtube: Ku Klux Klan: A Secret History

### Burgerrechtenorganisaties
- Anti-Defamation League Rapport over de Ku Klux Klan
- Southern Poverty Law Center Rapport over de Ku Klux Klan

### Anti-KKK-websites
- Conservative Truth Organization Rapport over de Ku Klux Klan
- Anti-Klan Website van Johnny Lee Clary, voormalig leider van de KKK